# Elryk
Elryk (fr. Elric) – francuska seria komiksowa autorstwa Juliena Blondela (scenariusz) i Robina Rechta (rysunki) na podstawie powieści Eryk z Melniboné Michaela Moorcocka. Seria ukazała się w czterech tomach od 2013 do 2021 nakładem wydawnictwa Glénat. Po polsku publikuje ją oficyna Taurus Media.

## Fabuła
Utrzymana w konwencji fantasy seria opowiada o Elryku, synu Sadryka, który włada Smoczą Wyspą Melniboné. Jego niezdobyte imperium trwa od dziesięciu tysięcy lat. Rządzący nim cesarze znani byli zarówno ze swego zamiłowania do magii, jak i okrucieństwa. Elryk jest jednak inny – interesuje go filozofia, nie ma w sobie żądzy zabijania. Jest albinosem, co tłumaczy sobie „przeklętą krwią”, która płynie w jego żyłach. Łagodny charakter wypomina mu jego ambitny kuzyn, książę Yyrkoon, od lat marzący o tym, aby zepchnąć Elryka z tronu i samemu na nim zasiąść. Siostra Yyrkoona, Cymoril, jest lojalną żoną Elryka. Pewnego dnia na kresach Melniboné straże zatrzymują trzech szpiegów. Ich pamięć została zablokowana przez magię, nie można więc wydrzeć z ich umysłów informacji, komu służą. Wiadomo jednak, że do cesarstwa nadciąga obca flota. Elryk musi szykować się do wojny; u jego boku staje Yyrkoon, któremu cesarz nie ufa.

## Tomy
| Tom | Tytuł i rok wydania polskiego | Tytuł i rok wydania oryginalnego |
| --- | ----------------------------- | -------------------------------- |
| 1   | Rubinowy tron (2014)          | Le Trône de rubis (2013)         |
| 2   | Zwiastun burzy (2015)         | Stormbringer (2014)              |
| 3   | Biały Wilk (2018)             | Le Loup blanc (2017)             |
| 4   |                               | La Cité qui rêve (2021)          |
| 5   |                               | Le Nécromancien (2024)           |